# 徐浩 (唐朝)
徐浩（703年—782年），字季海，越州（治所在今浙江省绍兴市）人，唐代书法家、官员。
工草书、隶书。是宰相张九龄的外甥，经张九龄说荐，为丽正殿校理，三迁右拾遗。唐朝名将张守珪推荐其到幽州做事，改监察御史，历宪部郎中。唐肅宗即位，拜中书舍人。当时的皇帝诏令俱出其手。加尚书右丞，除国子祭酒。不久贬庐州长史。唐代宗时重新起用，仍拜中书舍人，迁工部侍郎、岭南节度观察使。又为吏部侍郎、集贤殿学士。为李栖筠所弹劾，贬明州别驾。征拜彭王傅。建中三年，以疾卒，年八十，追贈太子少师。世称其书法如“怒猊抉石，渴骥奔泉”。
《全唐诗》中有其诗二首。

## 延伸阅读
[在维基数据编辑]
 在维基文库阅读此作者作品（ 在维基共享资源阅览影像）
 《舊唐書/卷137》，出自刘昫《舊唐書》
 《新唐書·卷160》，出自《新唐書》